# رينهولد بيكر
رينهولد بيكر (بالألمانية: Reinhold Becker)‏ (مواليد 23 مايو 1959) هو سبّاح ألماني، مثّل بلاده في الألعاب الأولمبية الصيفية 1976.

## روابط خارجية
رينهولد بيكر على موقع الاتحاد الدولي للسباحة (الإنجليزية)
- رينهولد بيكر على موقع أوليمبيديا (الإنجليزية)